# Uppvidinge kommun
Uppvidinge kommun är en kommun i Kronobergs län. Centralort är Åseda.
Området som utgör Uppvidinge kommun är en höglänt skogskommun. I norr, samt vid Lenhovda, finns inslag av mindre odlingslandskap kring gårdar och byar. Kommunen har en lång tradition av industrier, främst inom trä, metall och glas. Exempelvis fanns ett järnbruk där man tillverkade spik vid Alsterån redan på 1700-talet. I början av 2020-talet arbetade knappt hälften av kommunens förvärvsarbetande inom tillverkningsindustrin. 
Sedan kommunen bildades 1971 har befolkningstrenden varit negativ, med undantag för åren 1989, 1990 och 1994 samt andra halvan av 2010-talet. Efter valen på 2010-talet har kommunen styrts genom olika former av blocköverskridande koalitioner och samarbeten.

## Administrativ historik
Kommunens område motsvarar socknarna: Herråkra (del av), Lenhovda, Nottebäck, Granhult, Åseda och Älghult, alla i Uppvidinge härad. I dessa socknar bildades vid kommunreformen 1862 landskommuner med motsvarande namn. 
Åseda municipalsamhälle inrättades i Åseda landskommun 31 augusti 1910 och upplöstes 1943 när Åseda köping bildades genom en utbrytning ur landskommunen. Hohultslätts municipalsamhälle inrättades 12 juni 1942 och upplöstes vid utgången av 1954. Lenhovda municipalsamhälle inrättades i Lenhovda landskommun 1940 och upplöstes 1957 när Lenhovda köping bildades genom en ombildning av den då från 1952 med Herråkra landskommun (varur delar av då bildade Lessebo köping utbrutits 1939) utökade landskommunen
1916 bildades Nottebäck med Granhults landskommun av Nottebäcks landskommun och Granhults landskommun. 
Vid kommunreformen 1952 bildades "storkommunen" Lenhovda (av de tidigare kommunerna Herråkra och Lenhovda) medan Nottebäck med Granhults landskommun namnändrades till Nottebäcks landskommun. Åseda köping och Åseda landskommun samt Älghults landskommun förblev oförändrade.
Lenhovda landskommun ombildades 1956 till Lenhovda köping, en av de sista sådana ombildningarna i landet.
1965 införlivades Åseda landskommun i Åseda köping. Uppvidinge kommun bildades vid kommunreformen 1971 av Åseda och Lenhovda köpingar samt Nottebäcks och Älghults landskommuner.
Kommunen ingår sedan bildandet i Växjö domsaga.

## Geografi
Kommunen gränsar till kommunerna Högsby, Hultsfred, Vetlanda, Växjö, Lessebo och Nybro.

### Topografi och hydrografi
Området som utgör Uppvidinge kommun är, i förhållande till övriga Sydsverige, en höglänt skogskommun. Granit, porfyr och hälleflinta utgör de huvudsakliga beståndsdelarna i berggrunden. Den dominerande jordarten är morän, vilken oftast är stor- och rikblockig i hälleflintområden så som Storasjöområdet söder om Lenhovda. Där finns även utbredda myrkomplex. Sprickdalen Uvaklöva med branta väggar hittas väster om Alsterfors i Alsteråns dalgång. Det är en rest från inlandsisens avsmältning som ledde till att sprickdalen eroderades fram. Nedströms finns isälvsavlagringar. I norr, samt vid Lenhovda, finns inslag av mindre odlingslandskap kring gårdar och byar.

### Naturskydd
År 2022 fanns 20 naturreservat i Uppvidinge kommun.
Libbhults ängar blev naturreservat 1971 och området utökades 2005. Det har karaktären av slåtteräng, naturbetesmark och odlingslandskap. Ängsmarken sköts genom slåtter, vilket gör att arter som exempelvis granspira trivs. I området hittas även slåttersandbi och slåttergubbemal. Soldatmossens naturreservat bildades 2000 och utgörs av en högmosse och sumpskog. Där hittas arter som mindre hackspett och järpe.

### Administrativ indelning
Fram till 2016 var kommunen för befolkningsrapportering indelad i fyra församlingar: Lenhovda-Herråkra församling, Nottebäcks församling,  Åseda församling och Älghults församling.

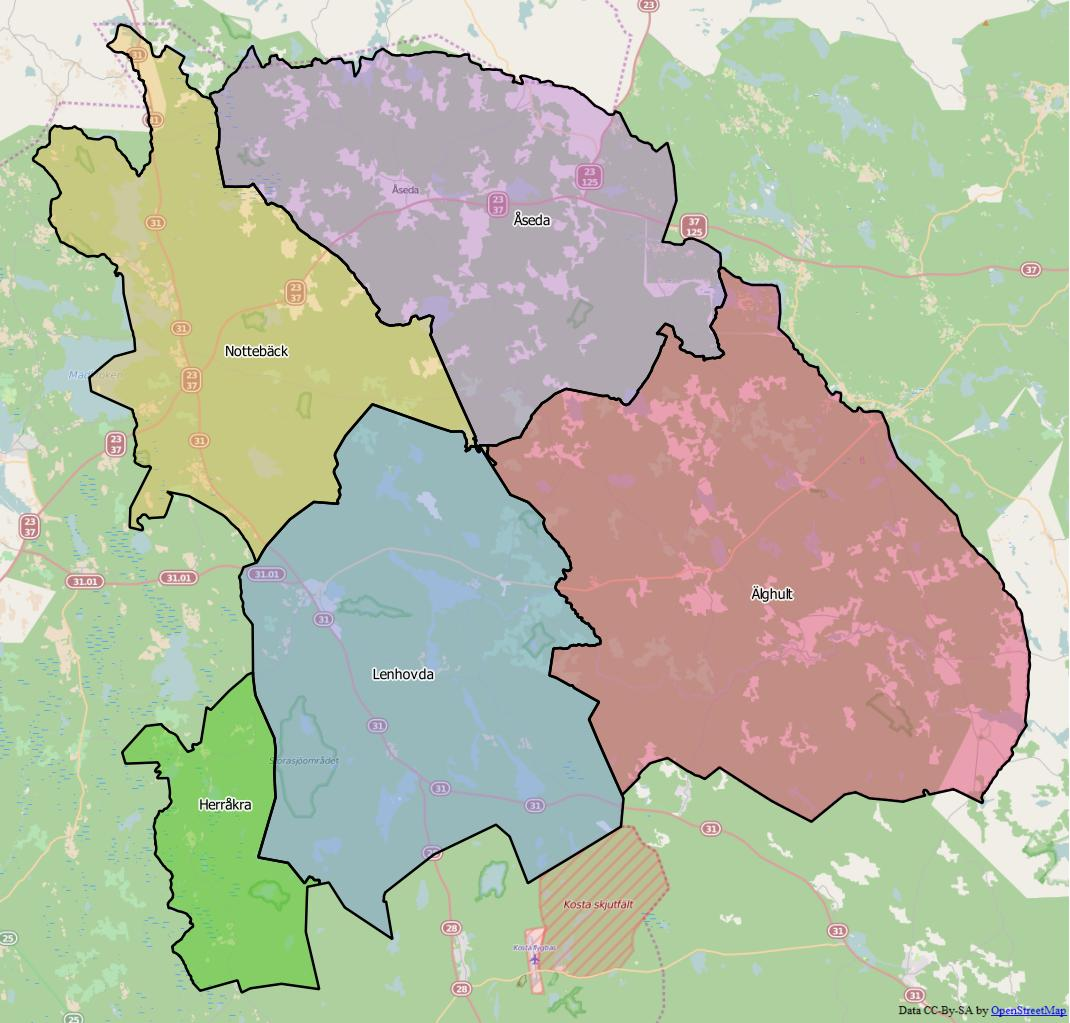
Distrikt (socknar) inom Uppvidinge kommun

Från 2016 indelas kommunen istället i fem distrikt, vilka motsvarar de tidigare socknarna: Herråkra, Lenhovda, Nottebäck, Åseda och Älghult.

### Tätorter
År 2020 bodde 74,3 procent av kommunens invånare i någon av kommunens tätorter, vilket var lägre än motsvarande siffra för riket där genomsnittet var 87,6 procent. Vid Statistiska centralbyråns tätortsavgränsning 2020 fanns det fem tätorter i Uppvidinge kommun:
| Tätort                | Befolkning |
| --------------------- | ---------- |
| Åseda                 | 2 740      |
| Lenhovda              | 1 769      |
| Norrhult-Klavreström* | 1 215      |
| Alstermo              | 875        |
| Älghult               | 457        |

* Avser den del av tätorten som finns inom Uppvidinge kommun

## Styre och politik

### Styre
Mandatperioden 2010–2014 styrdes kommunen av Alliansen i koalition med Miljöpartiet som tillsammans samlade 18 av 35 mandat i kommunfullmäktige.
Efter valet 2014 fortsatte Centerpartiet att styra tillsammans med Kristdemokraterna, nu i minoritet. Detta genom ett samarbete med Socialdemokraterna.
Mandatperioden 2018–2022 styrs kommunen av Socialdemokraterna och Vänsterpartiet genom ett valtekniskt samarbete med Moderaterna. Partierna meddelade att de skulle lägga gemensam budget. De var bland annat överens om att förbättra och påskynda bostadsbyggandet i kommunen. I juni 2020 valde Vänsterpartiet att lämna samarbetet, med anledning till politiska oenigheter mellan styret och partiet. Den 7 september 2021 bröts även samarbetet mellan Socialdemokraterna och Moderaterna på grund av oenigheter kring personalärenden.
Efter kommunvalet 2022 valdes ett nytt styre bestående av Sverigedemokraterna, Centerpartiet, Kristdemokraterna och Landsbygdspartiet oberoende i minoritet in. Den 22 januari 2024 valde Landsbygdspartiet oberoende att lämna den styrande koalitionen.
På kommunfullmäktiges sammanträde den 10 september 2024 valdes ett nytt politiska styre fram, bestående av ett samarbete med Moderaterna, Landsbygdspartiet Oberoende, Socialdemokraterna och Vänsterpartiet.

### Kommunfullmäktige

#### Presidium
| Presidium 2022–2026    | Presidium 2022–2026 | Presidium 2022–2026 |
| ---------------------- | ------------------- | ------------------- |
| Ordförande             | C                   | Ingrid Hugosson     |
| Förste vice ordförande | SD                  | Robert Fredriksson  |
| Andre vice ordförande  | S                   | Peter Danielsson    |

#### Mandatfördelning 1970–2022
| 3 | 18 | 13 | 3 | 4 |

| 37 |

| 3 | 18 | 13 | 3 | 4 |

| 34 | 7 |

| 3 | 17 | 14 | 3 | 4 |

| 36 |

| 3 | 17 | 13 | 3 | 5 |

| 30 | 11 |

| 2 | 18 | 12 | 2 |  | 6 |

| 34 | 7 |

| 2 | 18 | 11 | 3 |  | 6 |

| 33 | 8 |

| 3 | 18 |  | 11 | 3 |  | 4 |

| 34 | 7 |

| 2 | 16 | 12 | 3 | 2 | 6 |

| 31 | 10 |

| 3 | 20 | 10 | 2 |  | 5 |

| 31 | 10 |

| 5 | 15 |  | 9 | 2 | 3 | 6 |

| 29 | 12 |

| 4 | 18 | 9 | 2 | 3 | 5 |

| 26 | 15 |

| 3 | 15 |  |  | 10 |  | 3 | 7 |

| 22 |  | 18 |

| 2 | 12 |  | 3 | 10 |  |  | 5 |

| 20 | 15 |

| 2 | 11 |  | 5 | 2 | 10 |  | 3 |

| 21 | 14 |

| 2 | 12 | 7 | 2 | 7 |  | 4 |

| 23 | 12 |

| 3 | 9 | 9 | 2 | 4 | 2 | 6 |

| 21 | 14 |

### Nämnder

#### Kommunstyrelse
| Presidium 2022–2026    | Presidium 2022–2026 | Presidium 2022–2026 |
| ---------------------- | ------------------- | ------------------- |
| Ordförande             | M                   | Jessica Rask        |
| Förste vice ordförande | LPo                 | Sven-Olof Svensson  |
| Andre vice ordförande  | SD                  | Simon Bring         |

#### Övriga nämnder
Avser mandatperioden 2022-2026
| Nämnd                        | Ordförande | Ordförande         | Första vice ordförande | Första vice ordförande | Andra vice ordförande | Andra vice ordförande |
| ---------------------------- | ---------- | ------------------ | ---------------------- | ---------------------- | --------------------- | --------------------- |
| Barn- och utbildningsnämnden | M          | Margareta Schlee   | SD                     | Robert Fredriksson     |                       |                       |
| Krisledningsnämnden          | M          | Jessica Rask       | SD                     | Simon Bring            |                       |                       |
| Miljö- och byggnadsnämnden   | M          | Johan Linnér       | SD                     | Rickard Revelj         |                       |                       |
| Välfärds- och omsorgsnämnden | S          | Peter Danielsson   | M                      | Anders Käll            | KD                    | Christina Lindqvist   |
| Valnämnden                   | C          | Carl-Johan Önnered | S                      | Bjarne Svensson        |                       |                       |

## Ekonomi och infrastruktur

### Näringsliv
Kommunen har en lång tradition av industrier, främst inom trä, metall och glas. Exempelvis  fanns ett järnbruk där man tillverkade spik vid Alsterån i Alstermo redan på 1700-talet. I närheten tillkom också pappersbruket med tillverkning av unikaboxen. År 1895 grundades Rosdala Glasbruk i Norrhult, det i närheten av Klafreströms bruk som lades ner på 1970-talet.
I början av 2020-talet arbetade knappt hälften av kommunens förvärvsarbetande inom tillverkningsindustrin. Kommunen hade många små och medelstora företag. Bland  större företagen inom tillverkningsindustrin hittas exempelvis Elitfönster AB och ProfilGruppen AB. Ett annat företag är  Rosdala glasbruk.

### Infrastruktur

#### Transporter
Norra delen av kommunen genomkorsas från öst till väst av riksväg 23, varifrån länsväg 138 avviker i nordöst. I nordöst hittas även länsväg 125. Genom västra delen av kommunen löper riksväg 31 i riktning norr till söder. Den sammanstrålar med riksväg 28 i höjd med Sandsjön.
Den smalspåriga järnvägen mellan Växjö och Västervik lades ner den 19 augusti 1984, men 122 kilometer av sträckan blev kvar. Enligt uppgifter från 2021 används sträckan Åseda–Hultanäs som museijärnväg med möjlighet att cykla dressin och åka nostalgitåg.

## Befolkning

### Demografi

#### Befolkningsutveckling
Kommunen har 9 061 invånare (31 december 2024), vilket placerar den på 232:a plats avseende folkmängd bland Sveriges kommuner.
| Befolkningsutvecklingen i Uppvidinge kommun 1970–2020 | Befolkningsutvecklingen i Uppvidinge kommun 1970–2020 | Befolkningsutvecklingen i Uppvidinge kommun 1970–2020 | Befolkningsutvecklingen i Uppvidinge kommun 1970–2020 | Befolkningsutvecklingen i Uppvidinge kommun 1970–2020 |
| ----------------------------------------------------- | ----------------------------------------------------- | ----------------------------------------------------- | ----------------------------------------------------- | ----------------------------------------------------- |
|                                                       |                                                       |                                                       |                                                       |                                                       |
| År                                                    |                                                       |                                                       | Folkmängd                                             |                                                       |
| 1970                                                  | 1970                                                  |                                                       | 11 943                                                |                                                       |
| 1975                                                  | 1975                                                  |                                                       | 11 531                                                |                                                       |
| 1980                                                  | 1980                                                  |                                                       | 11 040                                                |                                                       |
| 1985                                                  | 1985                                                  |                                                       | 10 465                                                |                                                       |
| 1990                                                  | 1990                                                  |                                                       | 10 613                                                |                                                       |
| 1995                                                  | 1995                                                  |                                                       | 10 389                                                |                                                       |
| 2000                                                  | 2000                                                  |                                                       | 9 807                                                 |                                                       |
| 2005                                                  | 2005                                                  |                                                       | 9 466                                                 |                                                       |
| 2010                                                  | 2010                                                  |                                                       | 9 244                                                 |                                                       |
| 2015                                                  | 2015                                                  |                                                       | 9 319                                                 |                                                       |
| 2020                                                  | 2020                                                  |                                                       | 9 498                                                 |                                                       |

#### Utländsk bakgrund
Den 31 december 2014 utgjorde antalet invånare med utländsk bakgrund (utrikes födda personer samt inrikes födda med två utrikes födda föräldrar) 1 841, eller 19,96 % av befolkningen (hela befolkningen: 9 222 den 31 december 2014). Den 31 december 2021 utgjorde andelen med utländsk bakgrund 27,18 %. 
Den 31 december 2002 utgjorde antalet invånare med utländsk bakgrund enligt samma definition 1 007, eller 10,51 % av befolkningen (hela befolkningen: 9 580 den 31 december 2002).

#### Invånare efter de vanligaste födelseländerna
Den 31 december 2014 utgjorde folkmängden i Uppvidinge kommun 9 222 personer. Av dessa var 1 614 personer (17,5 %) födda i ett annat land än Sverige. I denna tabell har de nordiska länderna samt de 12 länder med flest antal utrikes födda (i hela riket) tagits med. En person som inte kommer från något av de här 17 länderna har istället av Statistiska centralbyrån förts till den världsdel som deras födelseland tillhör.
| Födelseland      | Födelseland                       | Födelseland |
| ---------------- | --------------------------------- | ----------- |
| 31 december 2014 |                                   |             |
| 1                | Sverige                           | 7 608       |
| 2                | Europeiska unionen: Övriga länder | 275         |
| 3                | Tyskland                          | 232         |
| 4                | Syrien                            | 195         |
| 5                | Polen                             | 113         |
| 6                | Somalia                           | 108         |
| 7                | Danmark                           | 86          |
| 8                | Asien: Övriga länder              | 79          |
| 9                | Finland                           | 77          |
| 10               | Afrika: Övriga länder             | 73          |
| 11               | Europa utom EU: Övriga länder     | 57          |
| 12               | / SFR Jugoslavien/FR Jugoslavien  | 55          |
| 13               | Afghanistan                       | 52          |
| 14               | Bosnien och Hercegovina           | 49          |
| 15               | Irak                              | 31          |
| 15               | Thailand                          | 31          |
| 17               | Norge                             | 25          |
| 18               | Turkiet                           | 20          |
| 19               | Sydamerika                        | 17          |
| 20               | Iran                              | 11          |
| 21               | Nordamerika                       | 9           |
| 22               | Island                            | 6           |
| 23               | Oceanien                          | 5           |
| 24               | Sovjetunionen                     | 4           |
| 25               | Kina                              | 3           |
| 26               | Okänt födelseland                 | 1           |

## Kultur

### Kulturarv
Det småskaliga jordbruket har präglat kommunens kulturlandskap. Det har medfört odlingsrösen, stenmurar, mangårdsbyggnader och ofta väl bevarade ekonomibyggnader. Området kring Granhults kyrka har anor från 1200-talet och är klassat som riksintresse för kulturmiljövården. Ett annat område med samma klassning är hembygdsgården och  odlingslandskapet vid Sävsjö säteri som började brukas vid tiden för Kristi födelse.
I kommunen finns omkring 100 välbevarade loftbodar, de flesta från 1700-talet, som byggdes som förvaringshus för mat och andra förnödenheter. Ett flertal av kulturlandskapet har skyddats genom naturreservat så som Våraskruv och Libbhults ängar.

### Kommunvapen
Blasonering: I fält av guld inom en röd bård en tvåbladig röd ört med klocklik kalk.
I samband med kommunbildningen beslöt man använda sig såväl häradet Uppvidinges namn som dess symbol, trots att kommunen inte helt överensstämmer med häradet. Örten, som inte är artbestämd, fanns i häradssigillet från 1568. Bården finns med för att särskilja kommunen från häradet. Vapnet registrerades hos PRV 1976.